# Octomeria caetensis
Octomeria caetensis là một loài thực vật có hoa trong họ Lan. Loài này được Pabst mô tả khoa học đầu tiên năm 1979.